# Jake Kasdan
Jacob Kasdan (sinh ngày 28 tháng 10 năm 1974), thường được biết đến với nghệ danh Jake Kasdan, là một nam nhà làm phim người Mỹ gốc Do Thái.
Với vai trò là đạo diễn, anh nổi tiếng qua việc thực hiện các bộ phim gồm Walk Hard (2007), Cô giáo lắm chiêu (2011), Sex Tape (2014), Jumanji: Trò chơi kỳ ảo (2017) và Trò chơi kỳ ảo: Thăng cấp (2019). Bên cạnh đó, anh còn là giám đốc sản xuất cho loạt phim truyền hình gồm New Girl (2011–18), Fresh Off the Boat (2015–20), và American Born Chinese (2023).

## Danh sách phim
| Năm  | Phim                           | Đạo diễn | Sản xuất          | Biên kịch |
| ---- | ------------------------------ | -------- | ----------------- | --------- |
| 1998 | Zero Effect                    | Có       | Có                | Có        |
| 2002 | Orange County                  | Có       | Không             | Không     |
| 2006 | The TV Set                     | Có       | Có                | Có        |
| 2007 | Walk Hard: The Dewey Cox Story | Có       | Có                | Có        |
| 2008 | Shades of Ray                  | Không    | Giám đốc sản xuất | Không     |
| 2011 | Friends with Kids              | Không    | Giám đốc sản xuất | Không     |
| 2011 | Cô giáo lắm chiêu              | Có       | Giám đốc sản xuất | Không     |
| 2014 | Sex Tape                       | Có       | Giám đốc sản xuất | Không     |
| 2017 | Jumanji: Trò chơi kỳ ảo        | Có       | Giám đốc sản xuất | Không     |
| 2019 | Trò chơi kỳ ảo: Thăng cấp      | Có       | Có                | Có        |
| 2024 | Red One: Mật mã đỏ             | Có       | Có                | Không     |

Diễn xuất
| Năm  | Phim                   | Vai diễn                              |
| ---- | ---------------------- | ------------------------------------- |
| 1983 | The Big Chill          | Người xin chữ ký                      |
| 1985 | Silverado              | Cậu bé                                |
| 1988 | The Accidental Tourist | Scott Canfield                        |
| 1998 | Zero Effect            | Giao dịch viên ngân hàng (lồng tiếng) |
| 2008 | Shades of Ray          | Đạo diễn 3                            |